# Buck Institute for Research on Aging
Le Buck Institute for Research on Aging (« Institut Buck pour la recherche sur le vieillissement ») est un organisme sans but lucratif spécialisé dans la recherche biomédicale indépendant consacré exclusivement à la recherche sur le vieillissement et les maladies liées à l'âge.
Nommé d'après Leonard et Beryl Hamilton Buck, dont la succession a financé la dotation initiale de l'institut, le Buck Institute for Research on Aging a commencé son programme de recherche en 1999.
Le bâtiment de l'institut, situé à Novato en Californie, a été conçu par l'architecte Ieoh Ming Pei.

## Axes de recherche
Le Buck Institute est un pionnier de la recherche médicale sur le régime cétogène, et le jeûne intermittent.

Situé à proximité de la Silicon Valley, l'institut est prisé par les milliardaires de la technologie, qui assistent à des séminaires et des évènements privés sur le thème de la longévité. 

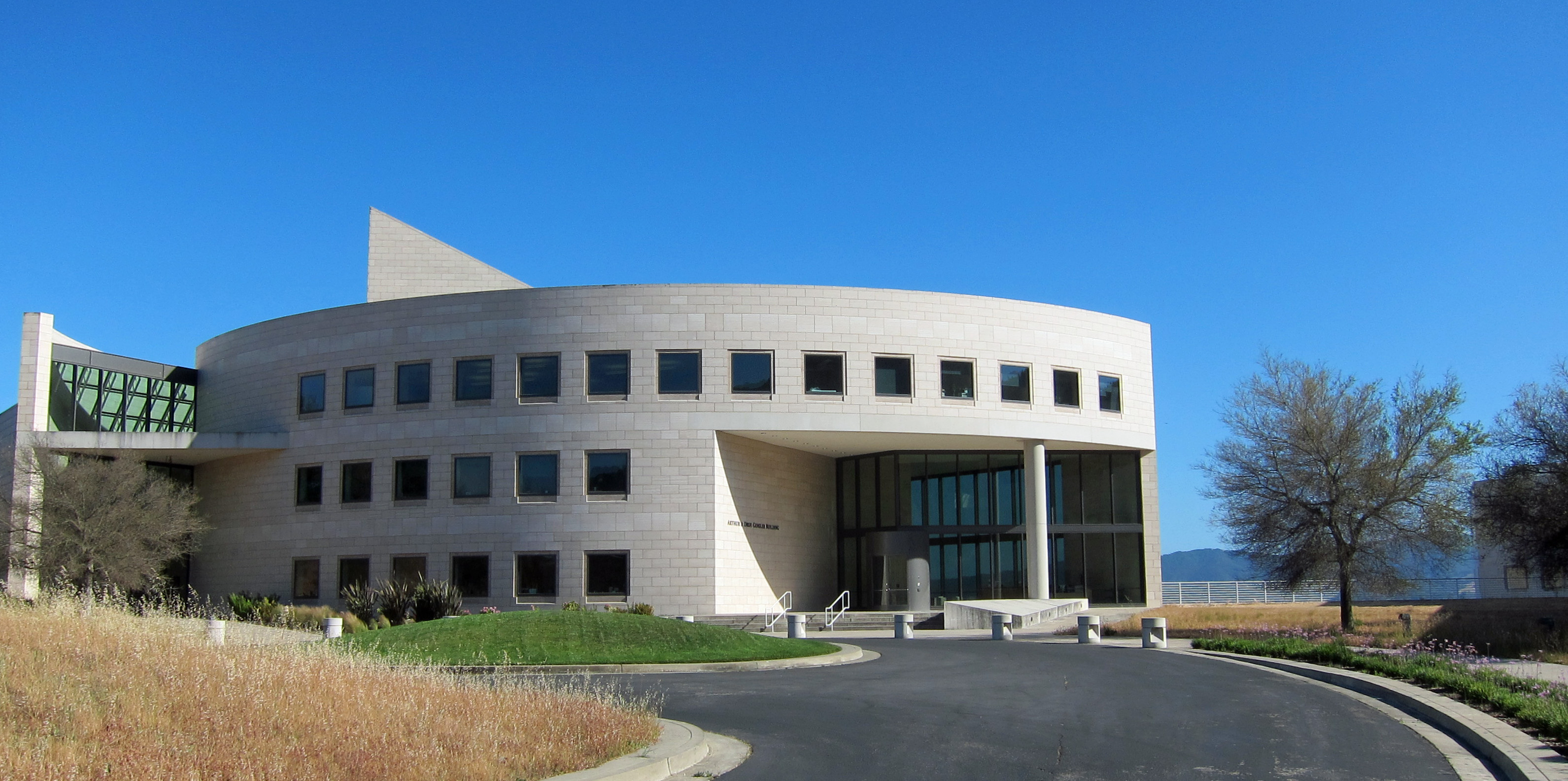
Buck Institute for Research on Aging.